# Норт Либерти (Индијана)
Норт Либерти (енгл. North Liberty) град је у америчкој савезној држави Индијана.

## Демографија
По попису из 2010. године број становника је 1.896, што је 494 (35,2%) становника више него 2000. године.
| Група             | 2000.         | 2010.         |
| Белци             | 1.363 (97,2%) | 1.791 (94,5%) |
| Афроамериканци    | 6 (0,4%)      | 9 (0,5%)      |
| Азијати           | 0 (0,0%)      | 7 (0,4%)      |
| Хиспаноамериканци | 10 (0,7%)     | 47 (2,5%)     |
| Укупно            | 1.402         | 1.896         |